# La Castou
 (mars 2024).
Si vous disposez d'ouvrages ou d'articles de référence ou si vous connaissez des sites web de qualité traitant du thème abordé ici, merci de compléter l'article en donnant les références utiles à sa vérifiabilité et en les liant à la section « Notes et références ».
La Castou, de son nom véritable Catherine Burkhardt, née le 30 août 1948 à Saignelégier (canton du Jura) et morte le 27 mars 2024, est une danseuse, chanteuse et actrice suisse.

## Origine du nom
- Cathy Castou, pseudonyme qu'elle dut prendre à 20 ans pour jouer à New York et qu'un de ses amis lui proposa parce qu'elle cassait tout.

## Biographie
- Formation de danseuse
- Tournée de danseuse dans le monde
- chanteuse
- 1996-1998, Incarne la grand-mère dans la série télévisée Bigoudi de la Télévision suisse romande
- 1980 - 1990, Revue de Genève
- 2001, exil en République dominicaine
- 2002, actrice dans Artemesia
- 2003, revue de Cuche et Barbezat
- 2004, actrice dans la pièce Petit Bois de M. Viala.
- 2004, actrice dans la pièce Racines au Théâtre de Poche à Genève
- 2008, 5 septembre, fête ses 60 ans au café du Soleil à Saignelégier
- 2021, actrice dans le film Presque de Bernard Campan et Alexandre Jollien, la mère d'Igor (Alexandre Jollien)

Affectée par une malade incurable depuis plusieurs mois, elle décide de faire appel à l'association Exit afin de mettre fin à ses jours le 27 mars 2024.

## Distinction
- 1975 : Médaille d'or de la chanson

## CD
- 1996, La Castou en public, sorcière